# Knufia petricola
Knufia petricola är en svampart som beskrevs av Wollenz. & de Hoog 1997. Sarcinomyces petricola ingår i släktet Knufia, klassen Eurotiomycetes, divisionen sporsäcksvampar och riket svampar.   Inga underarter finns listade i Catalogue of Life.